# Майрон Джордж
Майрон Джордж (ісп. Mayron George, нар. 23 жовтня 1993, Лимон) — костариканський футболіст, нападник. Виступав у складі національної збірної Коста-Рики.

## Клубна кар'єра
Народився 23 жовтня 1993 року в місті Лимон. Вихованець футбольної школи клубу «Лімон». Дорослу футбольну кар'єру розпочав 2010 року в основній команді того ж клубу, в якій провів чотири сезони, взявши участь у 91 матчі чемпіонату. Більшість часу, проведеного у складі «Лімона», був основним гравцем атакувальної ланки команди. Після цього у сезоні 2014/15 грав на правах оренди за грецький ОФІ, але його команда вилетіла до вищого дивізіону.
2015 року Джордж перебрався до Данії, де грав у складі клубів «Гобро», «Раннерс», «Люнгбю» та «Мідтьюлланд». З останнім з цих клубів у 2019 році Майрон став володарем Кубка Данії, але одразу після цього покинув команд і надалі виступав на правах оренди за клуби «Волеренга», «Гонвед», «Кальмар» та «По».
Влітку 2021 року Джордж остпточно покинув «Мідтьюлланд» та підписав контракт із швейцарською «Лозанною», де провів один рік, після чого повернувся у «По».
31 серпня 2023 року Джордж підписав дворічний контракт з ізраїльським «Бейтаомр» (Єрусалим). 4 вересня він дебютував за «Бейтар», вийшовши в стартовому складі на матч Прем'єр-ліги проти «Ашдода», де одразу забив два дебютні голи за команду, привівши свою команду до перемоги з рахунком 2:1. Загалом Джордж завершив сезон із 8 голами та 2 результативними передачами у 23 матчах, з яких 4 голи були забиті в останніх восьми іграх сезону, а у наступному сезоні 2024/2025 Джордж став найкращим бомбардиром «Бейтара», забивши 11 голів у всіх змаганнях у 33 матчах. Загалом костариканець відіграв за єрусалимську команду 52 матчі в національному чемпіонаті за два сезони і влітку 2025 року покинув команду у статусі вільного агента.

## Виступи за збірні
2013 року у складі молодіжної збірної Коста-Рики брав участь у молодіжному чемпіонаті КОНКАКАФ у Мексиці, дійшовши до чвертьфіналу турніру. У 2015 році провів один матч за збірну до 23 років.
10 жовтня 2014 року дебютував в офіційних іграх у складі національної збірної Коста-Рики в товариському матчі зі збірною Омана, вийшовши на заміну у другому таймі замість Джона Хайро Руїса.
У складі збірної був учасником розіграшу Золотого кубка КОНКАКАФ 2019 року у трьох країнах. На турнірі він зіграв у всіх чотирьох іграх, дійшовши до чвертьфіналу, а другому матчі групового етапу проти збірної Бермуд (2:1) забив свій єдиний гол за збірну. Після цієї континентальної першості Джордж за збірну більше не грав, провівши загалом у її складі 14 ігор.

## Статистика виступів

### Статистика клубних виступів
Станом на 29 червня 2020
| Сезон               | Клуб                | Чемпіонат           | Чемпіонат | Чемпіонат | Національний кубок | Національний кубок | Національний кубок | Континентальні кубки | Континентальні кубки | Континентальні кубки | Суперкубки | Суперкубки | Суперкубки | Усього | Усього |
| Сезон               | Клуб                | Ліга                | Ігор      | Голів     | Ліга               | Ігор               | Голів              | Ліга                 | Ігор                 | Голів                | Ліга       | Ігор       | Голів      | Ігор   | Голів  |
| ------------------- | ------------------- | ------------------- | --------- | --------- | ------------------ | ------------------ | ------------------ | -------------------- | -------------------- | -------------------- | ---------- | ---------- | ---------- | ------ | ------ |
| 2010–11             | «Лімон»             | ПД                  | 1         | 0         | -                  | -                  | -                  | -                    | -                    | -                    | -          | -          | -          | 1      | 0      |
| 2011–12             | «Лімон»             | ПД                  | 21        | 2         | -                  | -                  | -                  | -                    | -                    | -                    | -          | -          | -          | 21     | 2      |
| 2012–13             | «Лімон»             | ПД                  | 29        | 4         | -                  | -                  | -                  | -                    | -                    | -                    | -          | -          | -          | 29     | 4      |
| 2013–14             | «Лімон»             | ПД                  | 40        | 12        | ККР                | 1                  | 0                  | -                    | -                    | -                    | -          | -          | -          | 41     | 12     |
| Усього за «Лімон»   | Усього за «Лімон»   | Усього за «Лімон»   | 91        | 18        |                    | 1                  | 0                  |                      | -                    | -                    |            | -          | -          | 92     | 18     |
| 2014–15             | ОФІ                 | СЛ                  | 20        | 2         | КН                 | 5                  | 3                  | -                    | -                    | -                    | -          | -          | -          | 25     | 5      |
| 2015–16             | «Гобро»             | СЛ                  | 23        | 9         | КД                 | 1                  | 0                  | -                    | -                    | -                    | -          | -          | -          | 24     | 9      |
| лип.-серп. 2016     | «Гобро»             | 1Д                  | 2         | 1         | КД                 | -                  | -                  | -                    | -                    | -                    | -          | -          | -          | 7      | 0      |
| Усього за «Гобро»   | Усього за «Гобро»   | Усього за «Гобро»   | 25        | 10        |                    | 1                  | 0                  |                      | -                    | -                    |            | -          | -          | 26     | 10     |
| серп. 2016–17       | «Раннерс»           | СЛ                  | 15        | 2         | КД                 | 3                  | 0                  | -                    | -                    | -                    | -          | -          | -          | 18     | 2      |
| лип.-серп. 2017     | «Раннерс»           | СЛ                  | 7         | 0         | КД                 | 0                  | 0                  | -                    | -                    | -                    | -          | -          | -          | 7      | 0      |
| Усього за «Раннерс» | Усього за «Раннерс» | Усього за «Раннерс» | 22        | 2         |                    | 3                  | 0                  |                      | -                    | -                    |            | -          | -          | 25     | 2      |
| серп. 2017–18       | «Люнгбю»            | СЛ                  | 18+2      | 7+1       | КД                 | 2                  | 0                  | -                    | -                    | -                    | -          | -          | -          | 22     | 8      |
| 2018–19             | «Мідтьюлланд»       | СЛ                  | 24        | 4         | КД                 | 4                  | 1                  | ЛЧ+ЛЄ                | 1+3                  | 0+1                  | -          | -          | -          | 32     | 6      |
| 2019-січ. 2020      | «Волеренга»         | ЕС                  | 10        | 2         | КН                 | 0                  | 0                  | -                    | -                    | -                    | -          | -          | -          | 10     | 2      |
| січ.-черв. 2020     | «Гонвед»            | НЧI                 | 6         | 1         | КУ                 | 5                  | 0                  | ЛЄ                   | -                    | -                    | -          | -          | -          | 11     | 1      |
| Усього за кар'єру   | Усього за кар'єру   | Усього за кар'єру   | 216+2     | 46+1      |                    | 21                 | 4                  |                      | 4                    | 1                    |            | -          | -          | 243    | 52     |

## Титули і досягнення
- Володар Кубка Данії (1):

«Мідтьюлланд»: 2018/19
- Володар Кубка Угорщини (1):

«Гонвед»: 2019/20